# Total Club Manager 2004
Total Club Manager 2004 (skraćeno: TCM 2004) je druga igra u igra u Total Club Manager (FIFA Manager) serijalu. Izdana je 21. studenog 2003. od Electronic Artsa, koji je proizveo samo PC verziju igre, dok je za PlayStation 2 i Xbox verzije zaslužan Budcat Creations.

## Vanjske poveznice
- Total Club Manager 2004 kod MobyGames-a
- Forum čitavog FIFA Manager seriala  Arhivirana inačica izvorne stranice od 10. siječnja 2010. (Wayback Machine) (šp.)
- Međunarodni FIFA Manager forum  Arhivirana inačica izvorne stranice od 9. siječnja 2010. (Wayback Machine)